# Transpoziție Wolff
Transpoziția Wolff este o reacție organică prin intermediul căreia are loc conversia unui compus α-diazocarbonilic la o cetenă, prin eliminare de azot molecular, printr-o etapă de transpoziție tip 1-2. Cetenele obținute sunt compuși foarte reactivi și pot suferi adiție nucleofilă în prezența unor agenți nucleofili acizi slabi precum apa, alcoolii și acizii carboxilici, generând derivați carboxilici, sau pot să sufere o cicloadiție [2+2] formând compuși tetraciclici.
Reacția a fost denumită după Ludwig Wolff, care a descoperit reacția în anul 1902. Transpoziția Wolff prezintă o mare utilitate în sinteza organică datorită accesibilității crescute a derivaților α-diazocarbonilici și a marii varietăți de reacții care pot fi date de către cetene. Totuși, reactanții prezintă dezavantajul de a fi extrem de reactivi, ceea ce poate conduce la alte reacții și la alți produși.